# رفيق النكلاوي
الشيخ رفيق علي النكلاوي (1950[بحاجة لمصدر]- 2021)، مبتهل ومداح إسلامي، ويُعد من أشهر المبتهلين في مصر والعالم العربي.

## حياته
وُلد رفيق النكلاوي بقرية الأصلاب التابعة لمركز شبراخيت بمحافظة البحيرة، وتعلم القرآن في كُتّاب القرية، ونشأ على حب الابتهالات والتواشيح الدينية، تقدم النكلاوي إلى الإذاعة المصرية في عمر الـ40 حتى يكون مبتهلًا للمديح، وعاصر خلال هذه الفترة العديد من المبتهلين، مثل: نصر الدين طوبار والطوخي ومحمود عبد الجليل.
تُوفي النكلاوي في يوم الثلاثاء 21 ديسمبر 2021، عن عمرٍ ناهز الـ72 عامًا، ودُفن بمسقط رأسه بمحافظة البحيرة، وأقيم له عزاء في يوم الأربعاء بتاريخ 22 ديسمبر 2021.